# Sainte-Foy-de-Peyrolières
Pour les articles homonymes, voir Sainte-Foy.
Sainte-Foy-de-Peyrolières est une commune française située dans le nord du département de la Haute-Garonne, en région Occitanie.
Sur le plan historique et culturel, la commune est dans le Pays toulousain, qui s’étend autour de Toulouse le long de la vallée de la Garonne, bordé à l’ouest par les coteaux du Savès, à l’est par ceux du Lauragais et au sud par ceux de la vallée de l’ Ariège et du Volvestre. Exposée à un climat océanique altéré, elle est drainée par le ruisseau de la Saudrune, le ruisseau de Bragayrac, le ruisseau du Montant, le ruisseau l'Aiguebelle, le Trujol, le ruisseau de Bajoly, le ruisseau de l'espérès et par divers autres petits cours d'eau. La commune possède un patrimoine naturel remarquable composé d'une zone naturelle d'intérêt écologique, faunistique et floristique.
Sainte-Foy-de-Peyrolières est une commune rurale qui compte 2 093 habitants en 2022, après avoir connu une forte hausse de la population depuis 1975. Elle fait partie de l'aire d'attraction de Toulouse. Ses habitants sont appelés les Foyens ou  Foyennes.

## Géographie

### Localisation
La commune de Sainte-Foy-de-Peyrolières se trouve dans le département de la Haute-Garonne, en région Occitanie.
Elle se situe à 27 km à vol d'oiseau de Toulouse, préfecture du département, à 15 km de Muret, sous-préfecture, et à 32 km de Cazères, bureau centralisateur du canton de Cazères dont dépend la commune depuis 2015 pour les élections départementales.
La commune fait en outre partie du bassin de vie de Saint-Lys.
Les communes les plus proches sont : 
Cambernard (3,5 km), Saint-Lys (3,5 km), Saiguède (4,0 km), Beaufort (4,7 km), Saint-Thomas (5,6 km), Bonrepos-sur-Aussonnelle (5,9 km), Bragayrac (6,2 km), Empeaux (6,2 km).
Sur le plan historique et culturel, Sainte-Foy-de-Peyrolières fait partie du pays de Comminges, correspondant à l’ancien comté de Comminges, circonscription de la province de Gascogne située sur les départements actuels du Gers, de la Haute-Garonne, des Hautes-Pyrénées et de l'Ariège.
Sainte-Foy-de-Peyrolières est limitrophe de dix autres communes.
Les communes limitrophes sont  Beaufort, Bragayrac, Cambernard, Poucharramet, Rieumes, Sabonnères, Saiguède, Saint-Clar-de-Rivière, Saint-Lys et Saint-Thomas.
| Saint-Thomas          | Saiguède                  | Saint-Lys                |
| Bragayrac, Sabonnères | Sainte-Foy-de-Peyrolières | Saint-Clar-de-Rivière    |
| Beaufort              | Rieumes                   | Cambernard, Poucharramet |

### Géologie et relief
La superficie de la commune est de 3 802 hectares ; son altitude varie de 188  à   319 mètres.

### Hydrographie

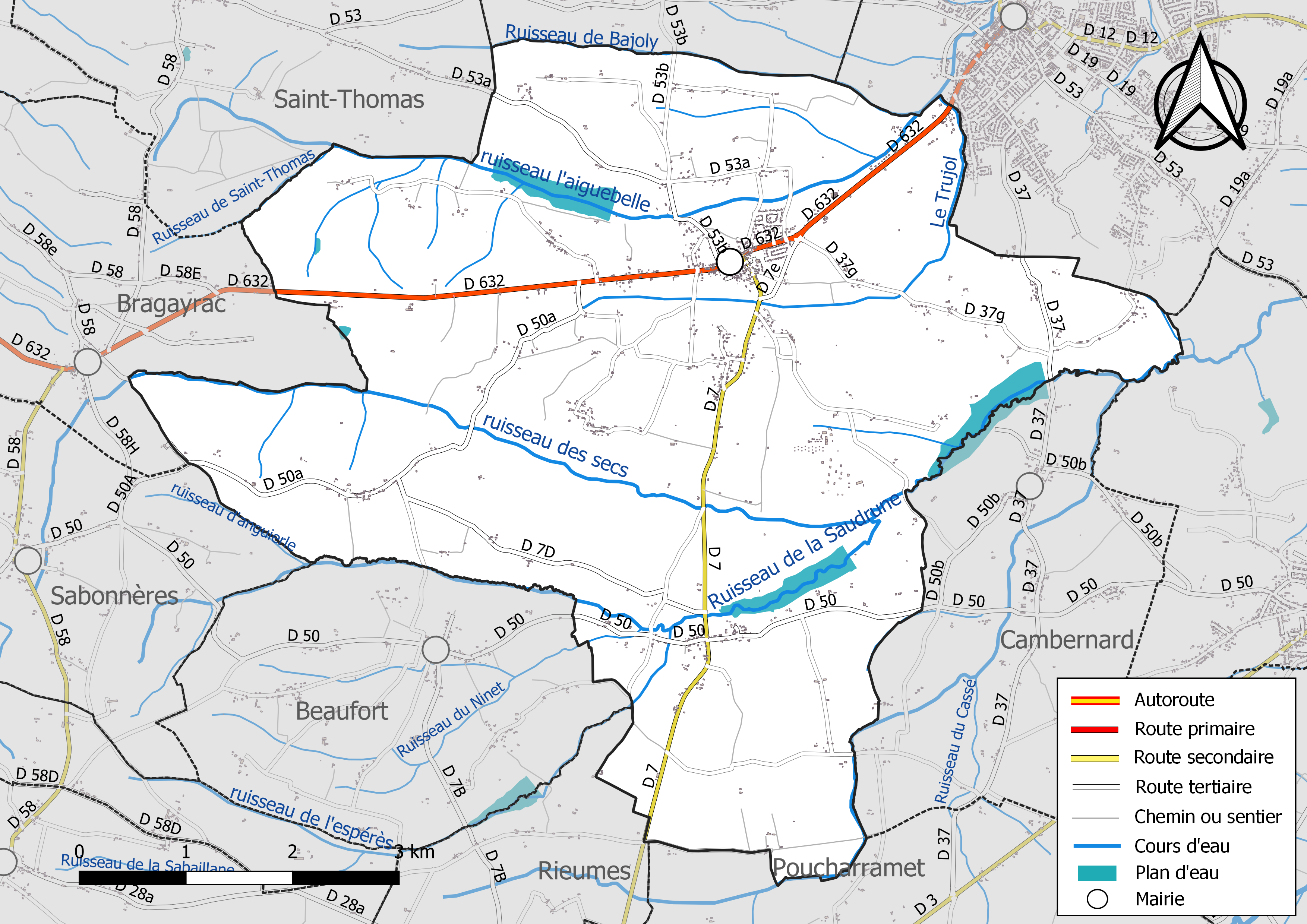
Réseaux hydrographique et routier de Sainte-Foy-de-Peyrolières.

La commune est dans le bassin de la Garonne, au sein du bassin hydrographique Adour-Garonne. Elle est drainée par le ruisseau de la Saudrune, le ruisseau de Bragayrac, le ruisseau du Montant, le ruisseau l'Aiguebelle, le Trujol, le ruisseau de Bajoly, le ruisseau de l'espérès, le ruisseau d'anguierle, le ruisseau de Saint-Thomas, le ruisseau du Ninet et par divers petits cours d'eau, constituant un réseau hydrographique de 42 km de longueur totale,.
Le ruisseau de la Saudrune, d'une longueur totale de 18,5 km, prend sa source dans la commune de Muret et s'écoule vers le nord-est. Il traverse la commune le lac du Parayre également sur la commune et se jette dans la Garonne à Toulouse, après avoir traversé 7 communes.
Le ruisseau de Bragayrac, d'une longueur totale de 10,2 km, prend sa source dans la commune de Sabonnères et s'écoule vers le nord puis se réoriente vers l'est. Il se jette dans le ruisseau de la Saudrune sur le territoire communal, après avoir traversé 3 communes.
Le ruisseau du Montant, d'une longueur totale de 10,1 km, prend sa source dans la commune de Rieumes et s'écoule vers l'ouest puis se réoriente au nord. Il se jette dans le ruisseau de la Saudrune sur le territoire communal, après avoir traversé 5 communes.
Le ruisseau l'Aiguebelle, d'une longueur totale de 16,3 km, prend sa source dans la commune de Saint-Thomas et s'écoule d'ouest en est. Il traverse la commune le lac de Sainte-Foy de Peyrolières et se jette dans le Touch à Saint-Lys, après avoir traversé 4 communes.

### Climat
Pour des articles plus généraux, voir Climat de l'Occitanie et Climat de la Haute-Garonne.
En 2010, le climat de la commune est de type climat du Bassin du Sud-Ouest, selon une étude s'appuyant sur une série de données couvrant la période 1971-2000. En 2020, Météo-France publie une typologie des climats de la France métropolitaine dans laquelle la commune est exposée à un climat océanique altéré et est dans la région climatique Aquitaine, Gascogne, caractérisée par une pluviométrie abondante au printemps, modérée en automne, un faible ensoleillement au printemps, un été chaud (19,5 °C), des vents faibles, des brouillards fréquents en automne et en hiver et des orages fréquents en été (15 à 20 jours).
Pour la période 1971-2000, la température annuelle moyenne est de 12,9 °C, avec une amplitude thermique annuelle de 15,8 °C. Le cumul annuel moyen de précipitations est de 738 mm, avec 9,4 jours de précipitations en janvier et 5,7 jours en juillet. Pour la période 1991-2020, la température moyenne annuelle observée sur la station météorologique la plus proche, située sur la commune de Lherm à 9 km à vol d'oiseau, est de 13,6 °C et le cumul annuel moyen de précipitations est de 620,4 mm,. Pour l'avenir, les paramètres climatiques de la commune estimés pour 2050 selon différents scénarios d'émission de gaz à effet de serre sont consultables sur un site dédié publié par Météo-France en novembre 2022.

### Milieux naturels et biodiversité

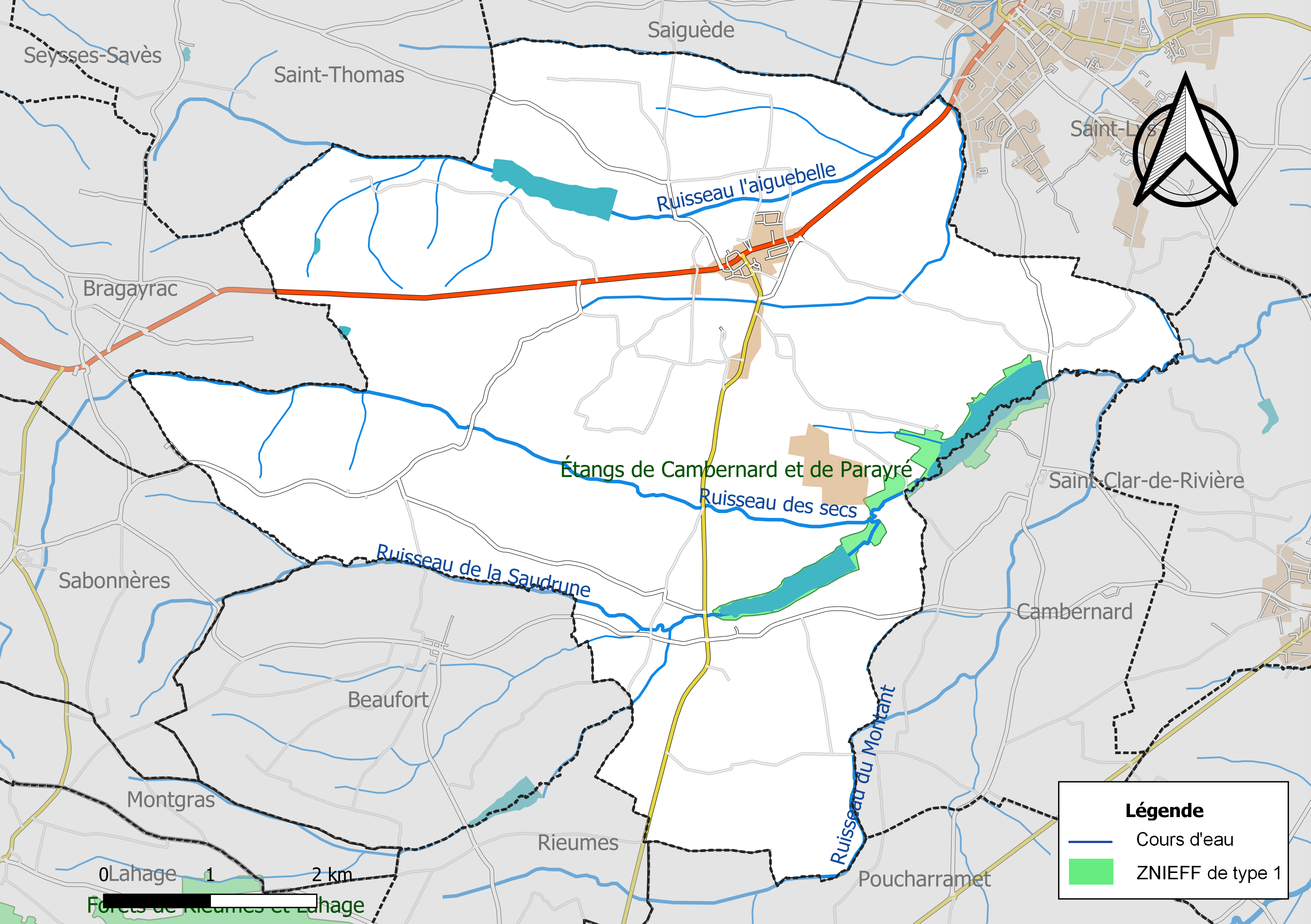
Carte de la ZNIEFF de type 1 localisée sur la commune.

L’inventaire des zones naturelles d'intérêt écologique, faunistique et floristique (ZNIEFF) a pour objectif de réaliser une couverture des zones les plus intéressantes sur le plan écologique, essentiellement dans la perspective d’améliorer la connaissance du patrimoine naturel national et de fournir aux différents décideurs un outil d’aide à la prise en compte de l’environnement dans l’aménagement du territoire.
Une ZNIEFF de type 1 est recensée sur la commune :
les « étangs de Cambernard et de Parayré » (103 ha), couvrant 2 communes du département.

## Urbanisme

### Typologie
Au 1er janvier 2024, Sainte-Foy-de-Peyrolières est catégorisée bourg rural, selon la nouvelle grille communale de densité à sept niveaux définie par l'Insee en 2022.
Elle est située hors unité urbaine. Par ailleurs la commune fait partie de l'aire d'attraction de Toulouse, dont elle est une commune de la couronne,. Cette aire, qui regroupe 527 communes, est catégorisée dans les aires de 700 000 habitants ou plus (hors Paris),.

### Occupation des sols
L'occupation des sols de la commune, telle qu'elle ressort de la base de données européenne d’occupation biophysique des sols Corine Land Cover (CLC), est marquée par l'importance des territoires agricoles (83,9 % en 2018), en diminution par rapport à 1990 (87,7 %). La répartition détaillée en 2018 est la suivante : 
terres arables (68 %), zones agricoles hétérogènes (13,7 %), forêts (10,4 %), zones urbanisées (2,8 %), prairies (2,2 %), eaux continentales (2,1 %), zones industrielles ou commerciales et réseaux de communication (0,8 %). L'évolution de l’occupation des sols de la commune et de ses infrastructures peut être observée sur les différentes représentations cartographiques du territoire : la carte de Cassini (XVIIIe siècle), la carte d'état-major (1820-1866) et les cartes ou photos aériennes de l'IGN pour la période actuelle (1950 à aujourd'hui).

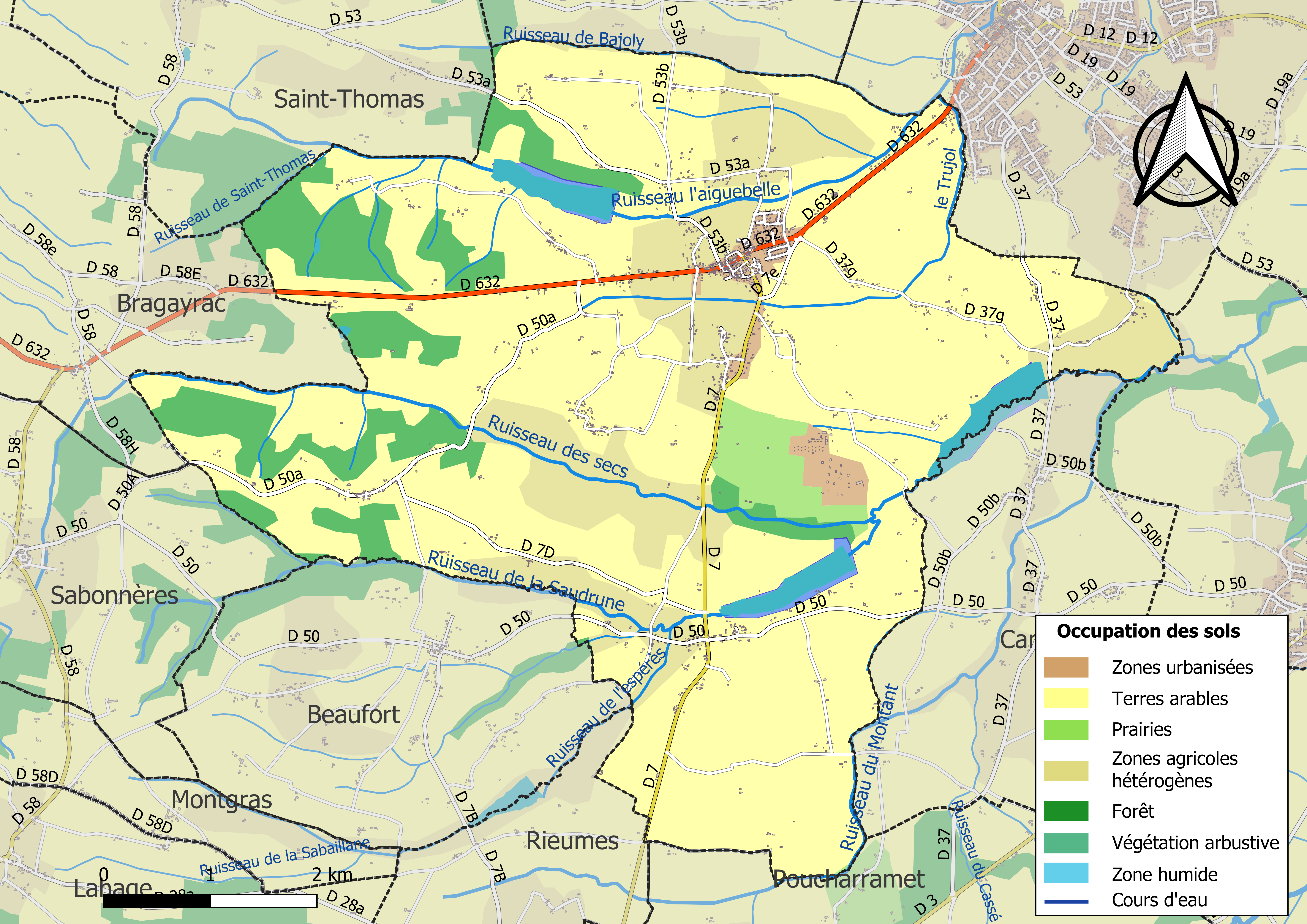
Carte des infrastructures et de l'occupation des sols de la commune en 2018 (CLC).

### Lieux-dits ou hameaux
La Salvetat, Le Parayre, Bourrieu, En Castagné,

### Voies de communication et transports

#### Voies de communication
Accès par la D 632 (ancienne route nationale 632), entre Samatan et Plaisance-du-Touch.

#### Transports
La ligne 305 du réseau Arc-en-Ciel relie le centre de la commune à la station Arènes du métro de Toulouse depuis Rieumes, et la ligne 365 relie le centre de la commune à la gare routière de Toulouse depuis Boulogne-sur-Gesse.
La gare la plus proche de la commune est la gare de Muret, sur la ligne de Toulouse à Bayonne, desservie par des TER Occitanie et par la ligne D des trains urbains de Toulouse.
Voir aussi l'ancienne ligne de Toulouse à Boulogne-sur-Gesse et l'ancienne gare de Sainte-Foy-de-Peyrolières.
L'aéroport le plus proche est l'aéroport de Toulouse-Blagnac.

### Risques majeurs
Le territoire de la commune de Sainte-Foy-de-Peyrolières est vulnérable à différents aléas naturels : météorologiques (tempête, orage, neige, grand froid, canicule ou sécheresse), inondations et séisme (sismicité très faible). Il est également exposé à un risque technologique,  et  le risque industriel. Un site publié par le BRGM permet d'évaluer simplement et rapidement les risques d'un bien localisé soit par son adresse soit par le numéro de sa parcelle.

#### Risques naturels
Certaines parties du territoire communal sont susceptibles d’être affectées par le risque d’inondation par débordement de cours d'eau, notamment le ruisseau de Bragayrac, le ruisseau du Montant et le ruisseau l'Aiguebelle. La commune a été reconnue en état de catastrophe naturelle au titre des dommages causés par les inondations et coulées de boue survenues en 1982, 1999, 2004 et 2009,.

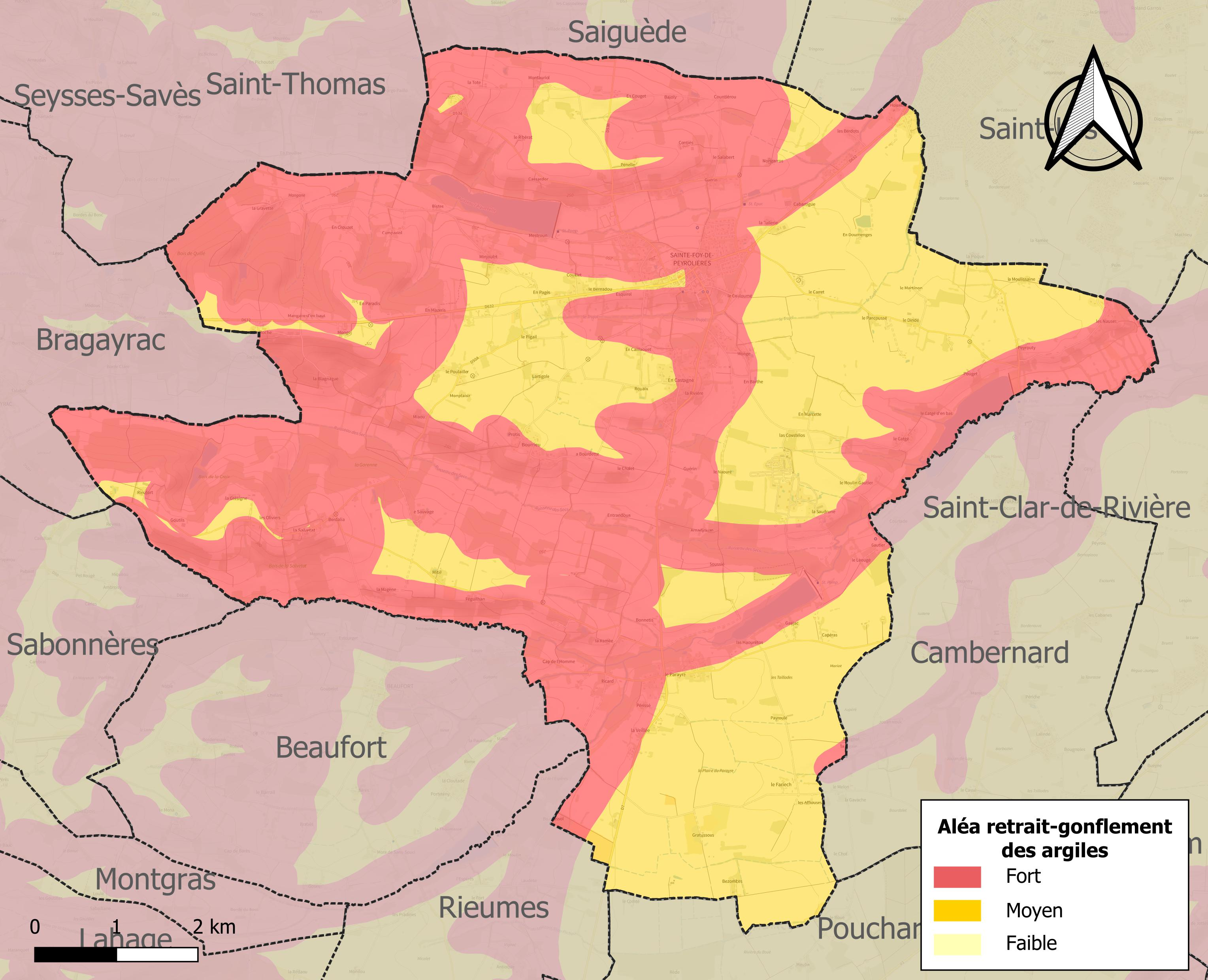
Carte des zones d'aléa retrait-gonflement des sols argileux de Sainte-Foy-de-Peyrolières.

Le retrait-gonflement des sols argileux est susceptible d'engendrer des dommages importants aux bâtiments en cas d’alternance de périodes de sécheresse et de pluie. La totalité de la commune est en aléa moyen ou fort (88,8 % au niveau départemental et 48,5 % au niveau national). Sur les 776 bâtiments dénombrés sur la commune en 2019, 776 sont en aléa moyen ou fort, soit 100 %, à comparer aux 98 % au niveau départemental et 54 % au niveau national. Une cartographie de l'exposition du territoire national au retrait gonflement des sols argileux est disponible sur le site du BRGM,.
Par ailleurs, afin de mieux appréhender le risque d’affaissement de terrain, l'inventaire national des cavités souterraines permet de localiser celles situées sur la commune.
Concernant les mouvements de terrains, la commune a été reconnue en état de catastrophe naturelle au titre des dommages causés par la sécheresse en 1989, 1991, 2002, 2003, 2011, 2015 et 2016 et par des mouvements de terrain en 1999.

#### Risques technologiques
La commune est exposée au risque industriel du fait de la présence sur son territoire d'une entreprise soumise à la directive européenne SEVESO.

## Toponymie
Le nom de la commune vient d'une francisation incomplète du nom occitan originel, c'est-à-dire Senta Fe de Peirolièras (Sainte-Foi-des-Chaudronnières)
La signification de Sainte-Foy / Senta Fe est un hagionyme transparent et très fréquent qui ne pose pas de problème.
Peirolièras, transcrit "Peyroulières" ou "Peyrolières", veut dire en occitan les chaudronnières.
Durant la Révolution, la commune porte le nom de Peyroulières.
Ses habitants sont appelés les Foyens ou les Saint-Féins.

## Histoire
Entre 1290 et 1789, la commune dépend de la jugerie royale de Rivière-Verdun. Elle fut le chef-lieu d’une des châtellenies royales de Verdun-Rivière.
Du 15/05/1915 au 16/02/1916, l'ancien couvent abrite l'annexe de l'hôpital auxiliaire 15, l'hôpital bénévole 26 bis. Des infirmières Croix-Rouge œuvrent dans cet établissement qui soigne petits blessés et convalescents.

## Politique et administration

### Rattachements administratifs et électoraux
Sainte-Foy-de-Peyrolières appartient à l'arrondissement de Muret et au canton de Cazères depuis le redécoupage cantonal de 2014. Avant cette date, elle faisait partie du canton de Saint-Lys.
Pour l’élection des députés, la commune fait partie de la sixième circonscription de la Haute-Garonne, représentée depuis 2007 par Monique Iborra (LREM, ex-PS).

### Intercommunalité
De 2005 à 2016, Sainte-Foy-de-Peyrolières était membre de la communauté de communes du Savès. Depuis le 1er janvier 2017, elle appartient à la communauté de communes Cœur de Garonne.

### Administration municipale
Le nombre d'habitants au recensement de 2011 étant compris entre 1 500 habitants et 2 499 habitants, le nombre de membres du conseil municipal pour l'élection de 2014 est de dix neuf,.

### Tendances politiques et résultats
- Élection municipale de 2014

## Population et société

### Démographie
L'évolution du nombre d'habitants est connue à travers les recensements de la population effectués dans la commune depuis 1793. Pour les communes de moins de 10 000 habitants, une enquête de recensement portant sur toute la population est réalisée tous les cinq ans, les populations de référence des années intermédiaires étant quant à elles estimées par interpolation ou extrapolation. Pour la commune, le premier recensement exhaustif entrant dans le cadre du nouveau dispositif a été réalisé en 2008.

En 2022, la commune comptait 2 093 habitants, en évolution de +1,75 % par rapport à 2016 (Haute-Garonne : +8,02 %, France hors Mayotte : +2,11 %).
| 1793 | 1800  | 1806  | 1821  | 1831  | 1836  | 1841  | 1846  | 1851  |
| ---- | ----- | ----- | ----- | ----- | ----- | ----- | ----- | ----- |
| 879  | 1 032 | 1 125 | 1 217 | 1 293 | 1 371 | 1 386 | 1 393 | 1 442 |

| 1856  | 1861  | 1866  | 1872  | 1876  | 1881  | 1886  | 1891  | 1896  |
| ----- | ----- | ----- | ----- | ----- | ----- | ----- | ----- | ----- |
| 1 460 | 1 520 | 1 480 | 1 396 | 1 370 | 1 332 | 1 321 | 1 289 | 1 176 |

| 1901  | 1906  | 1911  | 1921 | 1926 | 1931 | 1936 | 1946 | 1954 |
| ----- | ----- | ----- | ---- | ---- | ---- | ---- | ---- | ---- |
| 1 123 | 1 100 | 1 045 | 973  | 963  | 977  | 966  | 909  | 919  |

| 1962 | 1968 | 1975 | 1982  | 1990  | 1999  | 2006  | 2008  | 2013  |
| ---- | ---- | ---- | ----- | ----- | ----- | ----- | ----- | ----- |
| 908  | 881  | 832  | 1 074 | 1 221 | 1 436 | 1 850 | 1 968 | 2 053 |

| 2018  | 2022  | - | - | - | - | - | - | - |
| ----- | ----- | - | - | - | - | - | - | - |
| 2 091 | 2 093 | - | - | - | - | - | - | - |

| selon la population municipale des années : | 1968 | 1975 | 1982 | 1990 | 1999 | 2006 | 2009 | 2013 |
| Rang de la commune dans le département      | 82   | 101  | 105  | 106  | 104  | 101  | 101  | 100  |
| Nombre de communes du département           | 592  | 582  | 586  | 588  | 588  | 588  | 589  | 589  |

## Culture locale et patrimoine

### Lieux et monuments
- Église Sainte-Foy de Sainte-Foy-de-Peyrolières du XIIIe siècle, clocher reconstruit en 1855.
- Église Sainte-Anne de La Salvetat-de-Sainte-Foy, cloche du XVIe siècle.
- Chapelle de La Parayré.
- Sentier de grande randonnée 86.

### Personnalités liées à la commune
- Andouin Aubert
- Arnaud Sorbin de Sainte-Foi

### Héraldique
| Sainte-Foy-de-Peyrolières | Son blasonnement est : D'argent au coq hardi au naturel, soutenu de la date 1693 de sable, au chef d'azur semé de fleurs de lys d'or. |

## Économie

### Revenus
En 2018  (données Insee publiées en septembre 2021), la commune compte 796 ménages fiscaux, regroupant 2 075 personnes. La médiane du revenu disponible par unité de consommation est de 23 950 € (23 140 € dans le département). 55 % des ménages fiscaux sont imposés (55,3 % dans le département).

### Emploi
|                | 2008  | 2013  | 2018  |
| -------------- | ----- | ----- | ----- |
| Commune        | 4,8 % | 6,5 % | 7,4 % |
| Département    | 7,7 % | 9,6 % | 9,3 % |
| France entière | 8,3 % | 10 %  | 10 %  |

En 2018, la population âgée de 15 à 64 ans s'élève à 1 298 personnes, parmi lesquelles on compte 79,8 % d'actifs (72,4 % ayant un emploi et 7,4 % de chômeurs) et 20,2 % d'inactifs,. Depuis 2008, le taux de chômage communal (au sens du recensement) des 15-64 ans est inférieur à celui de la France et du département.
La commune fait partie de la couronne de l'aire d'attraction de Toulouse, du fait qu'au moins 15 % des actifs travaillent dans le pôle,. Elle compte 341 emplois en 2018, contre 320 en 2013 et 260 en 2008. Le nombre d'actifs ayant un emploi résidant dans la commune est de 955, soit un indicateur de concentration d'emploi de 35,7 % et un taux d'activité parmi les 15 ans ou plus de 63,2 %.
Sur ces 955 actifs de 15 ans ou plus ayant un emploi, 139 travaillent dans la commune, soit 15 % des habitants. Pour se rendre au travail, 90,7 % des habitants utilisent un véhicule personnel ou de fonction à quatre roues, 1,3 % les transports en commun, 3 % s'y rendent en deux-roues, à vélo ou à pied et 5 % n'ont pas besoin de transport (travail au domicile).

### Activités hors agriculture

#### Secteurs d'activités
147 établissements sont implantés  à Sainte-Foy-de-Peyrolières au 31 décembre 2019. Le tableau ci-dessous en détaille le nombre par secteur d'activité et compare les ratios avec ceux du département,.
| Secteur d'activité                                                                                        | Commune | Commune | Département |
| Secteur d'activité                                                                                        | Nombre  | %       | %           |
| --- | ------- | ------- | ----------- |
| Ensemble                                                                                                  | 147     |         |             |
| Industrie manufacturière, industries extractives et autres                                                | 9       | 6,1 %   | (5,7 %)     |
| Construction                                                                                              | 31      | 21,1 %  | (12 %)      |
| Commerce de gros et de détail, transports, hébergement et restauration                                    | 32      | 21,8 %  | (25,9 %)    |
| Information et communication                                                                              | 2       | 1,4 %   | (4,1 %)     |
| Activités immobilières                                                                                    | 4       | 2,7 %   | (4,2 %)     |
| Activités spécialisées, scientifiques et techniques et activités de services administratifs et de soutien | 12      | 8,2 %   | (19,8 %)    |
| Administration publique, enseignement, santé humaine et action sociale                                    | 34      | 23,1 %  | (16,6 %)    |
| Autres activités de services                                                                              | 23      | 15,6 %  | (7,9 %)     |

Le secteur de l'administration publique, l'enseignement, la santé humaine et l'action sociale est prépondérant sur la commune puisqu'il représente 23,1 % du nombre total d'établissements de la commune (34 sur les 147 entreprises implantées  à Sainte-Foy-de-Peyrolières), contre 16,6 % au niveau départemental.

#### Entreprises et commerces
Les trois entreprises ayant leur siège social sur le territoire communal qui génèrent le plus de chiffre d'affaires en 2020 sont : 
- Automatismes Lafont, travaux de menuiserie métallique et serrurerie (346 k€) ;
- Les Pizzas D'amelie, restauration de type rapide (82 k€) ;
- Isanat, coiffure (63 k€).

Siège social de Lacroix-Ruggieri.
L'agriculture basée sur la culture de céréales (maïs, blé…) a encore une place très importante mais tend à diminuer en faveur de zones résidentielles liées à la proximité de l'unité urbaine de Toulouse.

### Agriculture
La commune est dans les « Coteaux du Gers », une petite région agricole occupant une partie nord-ouest du département de la Haute-Garonne, caractérisée par une succession de coteaux peu accidentés, les surfaces cultivées étant entièrement dévolues aux grandes cultures. En 2020, l'orientation technico-économique de l'agriculture  sur la commune est la culture de céréales et/ou d'oléoprotéagineuses.
|               | 1988  | 2000  | 2010  | 2020  |
| ------------- | ----- | ----- | ----- | ----- |
| Exploitations | 68    | 42    | 39    | 36    |
| SAU (ha)      | 1 968 | 1 462 | 1 668 | 1 961 |

Le nombre d'exploitations agricoles en activité et ayant leur siège dans la commune est passé de 68 lors du recensement agricole de 1988  à 42 en 2000 puis à 39 en 2010 et enfin à 36 en 2020, soit une baisse de 47 % en 32 ans. Le même mouvement est observé à l'échelle du département qui a perdu pendant cette période 57 % de ses exploitations,. La surface agricole utilisée sur la commune a également diminué, passant de 1 968 ha en 1988 à 1 961 ha en 2020. Parallèlement la surface agricole utilisée moyenne par exploitation a augmenté, passant de 29 à 54 ha.

## Vie pratique

### Enseignement
Sainte-Foy-de-Peyrolières fait partie de l'académie de Toulouse.
Pour le premier degré d'éducation, Sainte-Foy-de-Peyrolières possède une école maternelle et une école primaire.
 L'enseignement secondaire se fait sur la commune voisine de Saint-Lys au collège "Léo Ferré". Puis le lycée général Clémence Royer à Fonsorbes.

### Culture et festivité
- Ludothèque, amicale Panhard Sud-Ouest véhicule de collection, siège de l'Association AMMi,

### Activités sportives
Football, rugby à XV (Championnat de France de rugby à XV de 3e série), tennis, pétanque, chasse, pêche,

### Écologie et recyclage
La collecte et le traitement des déchets des ménages et des déchets assimilés ainsi que la protection et la mise en valeur de l'environnement se font dans le cadre de la Communauté de communes du Savès.
Il existe une déchèterie située sur la commune de Rieumes (déchèterie du Savès).